# Філіппенко Василь Юхимович
Василь Юхимович Філіппенко (1936 , Керч, Кримська АРСР  — листопад 1968 , Ленінград ) — радянський серійний убивця і ґвалтівник, який діяв у Ленінграді в районі Обвідного каналу. 

## Біографія
Народився 1936 року і до тридцятирічного віку проживав у Керчі. Працював кранівником у порту. Одного разу зірвався з крана і, впавши з великої висоти, зазнав серйозної травми (близько сімнадцяти переломів). Під час лікування його дружина, вважаючи, що він на все життя залишиться інвалідом, подала на розлучення. Однак Василь одужав і став з ворожістю ставитися до протилежної статі. У 1966 році переїхав до Ленінграда, де влаштувався на роботу портовим кранівником, отримав кімнату в гуртожитку та тимчасову прописку. На роботі характеризувався позитивно, був членом добровільної народної дружини.

### Злочини
1967 року в районі Обвідного каналу Філіппенко у вечірній час починає нападати на жінок. При розслідуванні злочинів було висловлено припущення, що маніяк обирає тих жінок, яких бачив у момент розлучення з іншим чоловіком.
Перше вбивство було скоєно в ніч із 23 на 24 травня 1967 року. Жертвою маніяка стала 19-річна працівниця заводу " Червоний Трикутник " Ніна Пєтухова. Даючи свідчення під час слідства, він заявив: майбутня жертва, розлучившись з моряком, що проводжав її, сама вирішила з ним познайомитися, коли він стояв на набережній Обвідного каналу; вони дійшли до цілодобового дитячого садка, розташованого поряд з Обвідним каналом та жіночим гуртожитком заводу «Червоний Трикутник»; під час розмови дівчина нагадала йому колишню дружину; біля дитячого садка він побив її, зґвалтував і задушив. У ніч вбивства чергові виховательки дитячого садка чули крики дівчини, але не надали їм значення. У правій руці дівчини було виявлено два волосся, що належали вбивці. Було виявлено сперму ґвалтівника, за якою визначили його групу крові.
Під підозру потрапляє моряк торговельного флоту Сергій Сергєєв, з яким Ніна Пєтухова зустрічалася 23 травня. За годину після розлучення з дівчиною він вийшов у море, чим посилив підозру міліції. На кораблі Сергєєв, коли надійшла інформація, що їм цікавляться правоохоронні органи, був ізольований і після повернення до порту передано співробітникам карного розшуку та прокуратури. Але незабаром його відпустили: група крові та зразки волосся Сергєєва не збіглися зі знайденими на місці вбивства; виховательки дитячого садка, що чергували в ніч, показали, що чули крики Ніни Петухової близько півночі, а з Сергєєвим вона розлучилася годиною раніше, цей факт підтвердили записи в судновому звільнювальному журналі. Під час допиту Сергєєв розповів, що перед розставанням із дівчиною бачив на мосту через Обвідний канал чоловіка у капелюсі та плащі — це був Філіппенко. Але тоді словами Сергєєва слідчі не надали значення.
У липні Василь Філіппенко вчинив новий напад. Друга жертва маніяка також познайомилася з ним уночі в районі Обвідного каналу, Філіпенко запропонував проводити її. Неподалік будинку дівчини він побив її, придушив до непритомності та зґвалтував, але вбивати не став (або не добив).
Слідство припустило, що злочинець мешкає в районі Обвідного каналу. З паспортних столів було взято картки обліку. Потерпілій показали фотографії врахованих у районі Обвідного каналу. Вона впізнала нападника на неї в 24-річному робітнику Ігоря Воробйова, його заарештували. Експертиза показала, що група крові Воробйова збіглася із групою крові маніяка. Але зразок волосся підозрюваного не збігався зі знайденими на місці вбивства Ніни Пєтухової. Попри цей факт, Воробйова звинуватили у зґвалтуванні, але у вбивстві Ніни Пєтухової звинувачувати не стали через недостатність доказів. Залишилися поза увагою свідчення дружини Воробйова, яка стверджувала, що в ніч скоєння злочину він був дома. Через 4 місяці суд засудив Воробйова до шести років позбавлення волі. Своєї провини він не визнав. Не взято до уваги й той факт, що в період між арештом Воробйова та суду над ним справжній маніяк скоїв ще два злочини. У правоохоронних органах вирішили не пов'язувати другий епізод з попереднім та наступними нападами на жінок у районі Обвідного каналу, збіг групи крові оголосили випадковим.
Ще до суду над Воробйовим у Ленінграді стався інцидент, який ставив під сумнів показання жертви маніяка, що вижила. У вересні 1967 року в парку імені Леніна було заарештовано студента Ленінградського політехнічного інституту, який напав на свою знайому і намагався її задушити. Хоча цей напад не був схожим на злочини в районі Обвідного каналу, заарештованого перевірили на причетність до вбивства Ніни Пєтухової, але група крові не збіглася. Однак його також пред'явили на впізнання маніяка жертві, що вижила, в ньому вона теж визнала нападника на неї. З'ясувалося, що потерпіла має короткозорість, але не носить окулярів. Цей факт не взяли до уваги і справу Воробйова передали до суду.
Друге вбивство маніяк скоїв на території Боткінської лікарні. Його жертвою стала 25-річна медсестра Тетяна Кузнєцова, яка чергувала в ніч. На території лікарні маніяк опинився випадково: він переслідував іншу жінку, але втратив її — вона увійшла в одну з будівель лікарняного корпусу. Потім у дворі лікарні Філіппенко напав на Тетяну Кузнєцову, зґвалтував її та задушив. На відміну від попередніх епізодів, коли маніяк не чіпав речі своїх жертв, цього разу із сумочки вбитої він забрав гроші. Жертва маніяка, що не відбулася, помітила, що її переслідують, і вранці звернулася до міліції, але її заяву не прийняли. Спочатку вбивство Тетяни Кузнєцової не пов'язували зі вбивством Ніни Пєтухової, на причетність до нього перевіряли співробітників та пацієнтів лікарні. Тільки коли перевірка не дала результатів, слідство звернуло увагу на подібність деталей в обох епізодах.
Третє вбивство Василь Філіппенко скоїв уночі 18 жовтня. У цей день у Ленінграді була повінь, і вулиці міста практично обезлюдніли. На набережній Обвідного каналу маніяк напав на Галину Іванову, затяг її на розташовану поруч будівництво, зґвалтував і задушив її колготками.
Після третього вбивства слідство почало перевіряти раніше засуджених за сексуальні злочини та тих, хто стоїть на обліку в психоневрологічних диспансерах. Міліція та народні дружини почали патрулювати район Обвідного каналу. Були спроби ловити маніяка «на живця». Ленінградський міськком КПРС дозволив дати в газетах та на радіо обмежену інформацію про криміногенну обстановку в місті.
Того ж місяця Філіппенко чинить четверте вбивство в районі Обвідного каналу. Жертвою маніяка стала студентка ЛТІ Фаїна Анчак. Він напав на дівчину неподалік від її будинку, зґвалтував і спробував задушити. Як встановила експертиза, Фаїна Анчак могла вижити, але під час удушення злочинець зламав їй під'язичну кістку, що викликало набряк трахеї. Внаслідок травми дівчина не змогла покликати на допомогу та померла від задухи.
Чергове вбивство викликало невдоволення партійного керівництва міста. У міськкому вимагали від прокуратури та міліції знайти злочинця протягом трьох днів. Число патрулів у районі Обвідного каналу було збільшено. Знову робляться спроби зловити маніяка «на живця».
На початку листопада на Невському проспекті дружинники затримують та доставляють до відділення міліції 26-річного Віктора Данилова, який приставав до жінок на вулиці. Затриманий належав до категорії "мажорів" (його батько обіймав керівну посаду у міській будівельній сфері, а мати була відомим у Ленінграді лікарем) і ніде не працював. Було встановлено, що він має розумову відсталість. Через три години після затримання його відпустили, залишивши під негласним наглядом міліції. Через кілька днів у квартирі Данилова провели обшук, під час якого було знайдено порножурнали та колекцію локонів жіночого волосся, підозрюваний зрізав їх у жінок, до яких приставав на вулиці. Данилова було повторно затримано і пред'явлено на впізнання жертви маніяка. Потерпіла впізнала в затриманій людині, яка приставала до неї в той день, коли вона стала жертвою злочину, але зустрічала його ще до зустрічі з маніяком. Але слідчий змусив дівчину змінити свідчення, і вона втретє «опізнала свого ґвалтівника». Данилова взяли під арешт. Експертиза знову показала збіг групи крові підозрюваного із групою крові маніяка. Під тиском слідства, Данилов зізнався у нападах на жінок у районі Обвідного каналу та написав зявлення із зізнанням. Партійному керівництву Ленінграда оголосили про затримання маніяка.
У цей час Василь Філіппенко скоює п'яте вбивство. Його жертвою стала молода продавчиня рибної крамниці Валентина Стеннікова. Цього разу маніяк викинув тіло дівчини до Обводного каналу. Після виявлення тіла експертиза встановила, що її зґвалтували та вбили. Було встановлено, що злочин скоїв маніяк, про затримання якого нещодавно оголосили. Побоюючись скандалу, результати експертизи сфальшували, вилучивши згадку про зґвалтування. Оголосили, що Валентина Стеннікова, будучи у стані алкогольного сп'яніння, вчинила самогубство. У порушенні кримінальної справи було відмовлено. Батьки дівчини намагалися опротестувати відмову в прокуратурі та міськкому КПРС, але безуспішно.

### Арешт, суд та страта
На початку 1968 року Філіппенко за профкомівською путівкою вирушив до Ялти. Тут він був заарештований, коли спробував зґвалтувати та задушити прибиральницю санаторію, і поміщений до Сімферопольського СІЗО. У камері маніяк розповів сусідові, який був міліцейським агентом, про свої злочини у Ленінграді. Інформацію відправили до Ленінграда, звідки до Сімферополя для допиту заарештованого відправили групу слідчих. На допиті Філіппенко докладно розповів про п'ять ленінградських вбивств у районі Обвідного каналу, повідомивши про багато значущих деталей, про які не міг знати ніхто зі сторонніх. Злочинця було доставлено до Ленінграда, де його показання було перевірено та закріплено під час слідчих експериментів. Крім того, з'ясувалося, що Василь Філіппенко, будучи дружинником, допомагав міліції розшукувати маніяка, тобто самого себе, і був у курсі всіх міліцейських планів.
Кримінальну справу стосовно розумово відсталого Віктора Данилова, який обговорив себе, було припинено і його відпустили. Засудженого Ігоря Воробйова звільнили з ув'язнення та реабілітували. За допущені через помилки з міліції та прокуратури було звільнено шістьох співробітників.
Василь Філіппенко спробував уникнути суду, зімітувавши неосудність. Комплексна судово-психіатрична експертиза визнала його осудним. Того ж таки 1968 року суд засудив Василя Філіппенка до найвищої міри покарання — смертної кари через розстріл. У листопаді вирок був виконаний.

## У масовій культурі
- "Абсолютне зло [Архівовано 16 лютого 2022 у Wayback Machine.]" — документальний фільм з циклу "Слідство вели".
- "Сталеві пальці [Архівовано 16 лютого 2022 у Wayback Machine.]" — документальний фільм з циклу "Легенди радянського розшуку".